# Ликсвил (Мисисипи)
Ликсвил (енгл. Leakesville) град је у америчкој савезној држави Мисисипи.

## Демографија
По попису из 2010. године број становника је 898, што је 128 (-12,5%) становника мање него 2000. године.
| Група             | 2000.       | 2010.       |
| Белци             | 814 (79,3%) | 694 (77,3%) |
| Афроамериканци    | 199 (19,4%) | 180 (20,0%) |
| Азијати           | 1 (0,1%)    | 1 (0,1%)    |
| Хиспаноамериканци | 11 (1,1%)   | 21 (2,3%)   |
| Укупно            | 1.026       | 898         |